# Babeldaob
Babeldaob o Babelthuap es la isla más grande de Palaos. Su área es de 331 km², y representa el 70 % del país. Alberga al 30 % de la población, alrededor de 6000 personas. Está localizada al noreste de Koror, y en ella se ubica la nueva capital de la nación palauana, Ngerulmud. A excepción de las demás islas de Palaos, Babeldaob es montañosa. El punto más alto es el Monte Ngerchelchuus (242 m.).
El segundo estado más poblado de Palaos, Airai, se encuentra al extremo sur de la isla. En Airai está el aeropuerto principal, como también un puente a Koror.
Babeldaob está subdividido en 10 estados:
- Aimeliik
- Airai
- Melekeok
- Ngaraard
- Ngarchelong
- Ngardmau
- Ngatpang
- Ngchesar
- Ngeremlengui
- Ngiwal